# Сиханьшуй
Сиханьшуй (кит. упр. 西汉水, пиньинь Xīhànshuǐ, буквально: «Западная река Хань»), также известная как Синюцзян (кит. упр. 犀牛江, пиньинь Xīniújiāng, палл. Синюцзян, буквально: «носорожья река») — река в китайских провинциях Ганьсу и Шэньси, приток реки Цзялинцзян. Река называется «западной» для отличия от реки Хань.

## География
Исток реки расположен на стыке района Циньчжоу и уезда Лисянь, где два ручья сливаются в районе посёлка Тяншуйчжэнь, образуя реку. Река течёт по уезду Лисянь сначала на запад, а потом на юг, потом поворачивает на юго-восток, пересекая уезд Сихэ. Далее река течёт на восток, образуя границу между уездами Кансянь и Чэнсянь, и уходит на территорию провинции Шэньси, где на территории уезда Люэян впадает в Цзялинцзян.